# André Ramseyer

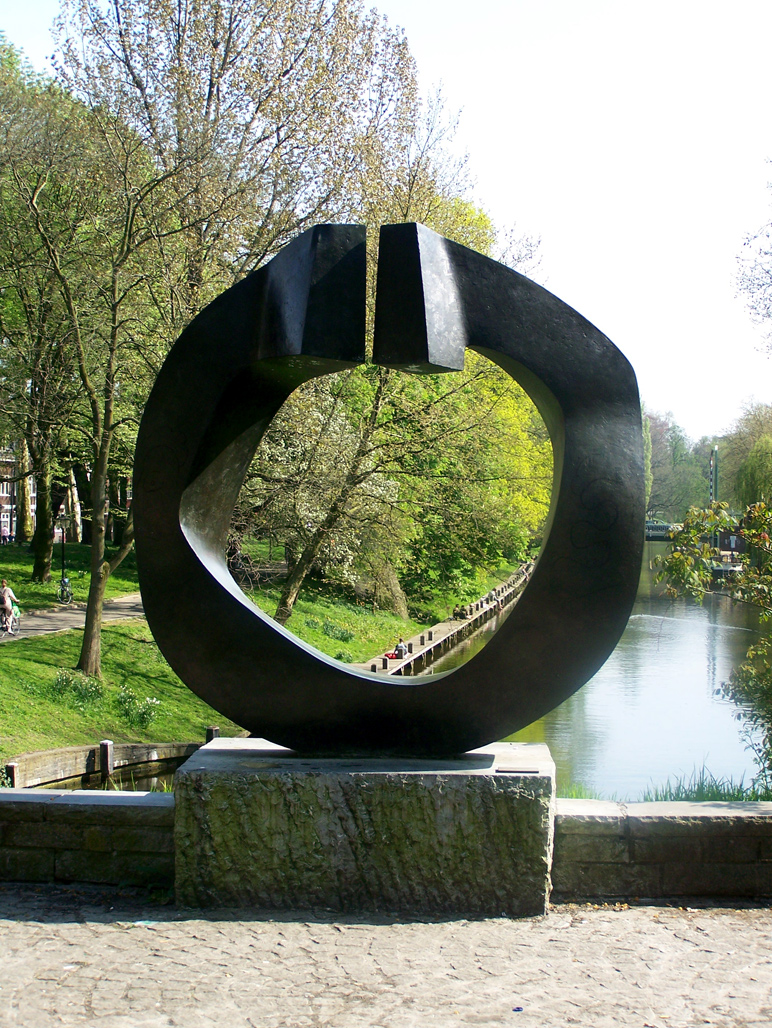
Grand astre (Grote Ster) van André Ramseyer uit 1955. In 1974 werd het beeld op het Geertebolwerk te Utrecht geplaatst.

André Ramseyer (31 januari 1914 - 15 januari 2007) was een Zwitsers beeldhouwer, die in Neuchâtel woonde. Hij is in de negentiger jaren gestopt met werken. Hij droeg echter nog altijd de sleutel van zijn studio bij zich in zijn portefeuille tot de dag dat hij overleed. 
Hij werkte sinds 1942 in Neuchâtel, na gewerkt te hebben in l'Ecole d'art in La Chaux-de-Fonds tussen 1932 en 1935, Parijs (1935 - 1936) en korte tijd in Italië. In 1949 verbleef hij opnieuw in Parijs, maar keerde later dat jaar terug naar Neuchâtel. Daar onderwees hij kunst en kunstgeschiedenis tot 1956.
- Gemeinsame Normdatei: 11859821X
- Historisch woordenboek van Zwitserland: 041262
- International Standard Name Identifier: 0000 0000 8176 0466
- Library of Congress Control Number: n80092947
- RKD-Nederlands Instituut voor Kunstgeschiedenis: 126426
- SIKART: 4001324
- Système universitaire de documentation: 155090038
- Union List of Artist Names: 500195461
- Virtual International Authority File: 3349148997638459870000
- WorldCat: E39PBJyRBmFRfrRHXwDhvTqqQq